# Antonio Aguilar y Correa
Antonio Aguilar y Correa (Madrid, 30 de junio de 1824-Madrid, 13 de junio de 1908) fue un político y abogado español, presidente del Consejo de Ministros entre 1906 y 1907. Ostentó los títulos nobiliarios de viii marqués de la Vega de Armijo, marqués de Mos, conde de Bobadilla y vizconde de Pegullal.

## Biografía
Hijo de Antonio de Aguilar y Fernández de Córdoba, VII marqués de la Vega de Armijo y de Mos, nació en Madrid el 30 de junio de 1824. Se doctoró en 1852 en Madrid con la lectura de Influencia de las costumbres en las leyes. Comenzó a los treinta años una dilatada carrera política que le llevaría a ejercer destacados cargos públicos durante más de medio siglo. Resultó elegido diputado por vez primera por la provincia de Córdoba en noviembre de 1854, cuando, durante el Bienio Progresista, se celebraron comicios para formar Cortes Constituyentes. Militó en la Unión Liberal fundada por Leopoldo O'Donnell, de quien se convirtió pronto en seguidor y quien a su vez le nombró varias veces ministro en su segundo y tercer gabinete: fue así ministro de Fomento entre 1861 y 1863, de Gobernación desde enero de 1861 hasta 1863 y, de nuevo, desempeñó el cargo de ministro de Fomento entre 1865 y 1866.
Fue presidente de la Diputación Provincial de Madrid entre el 1 de julio de 1858 y el 18 de diciembre de 1861.
Contrajo matrimonio en 1867 con Zenobia Vinyals Bargés, viuda de Luis Mariategui Vasallo, con quien no tuvo hijos.

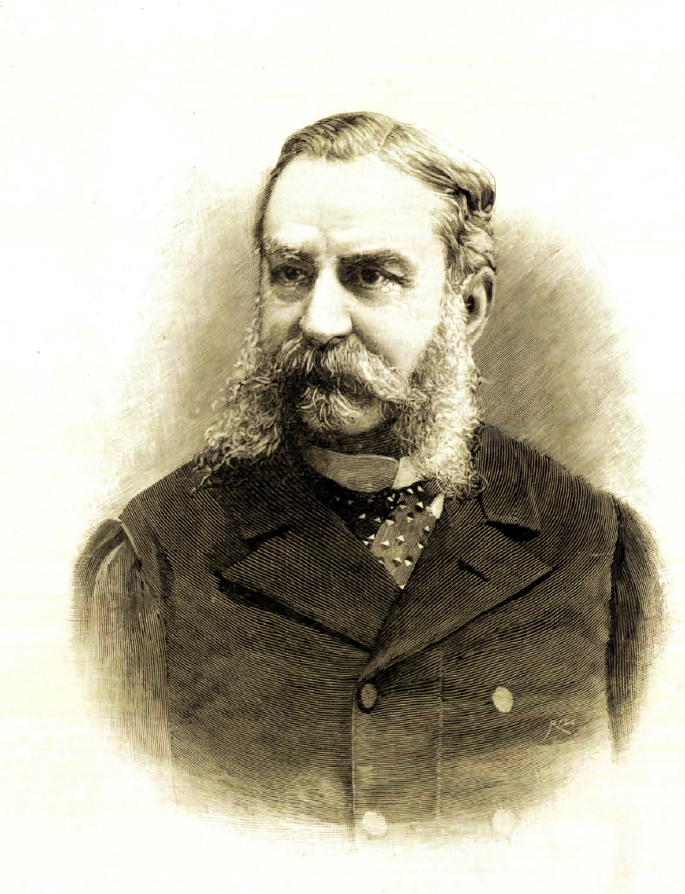
Grabado del marqués de la Vega de Armijo

Fallecido su protector en 1867, el marqués pasó a engrosar las filas políticas del general Francisco Serrano, junto al cual participó en la preparación de la Revolución de 1868 que llevó al destronamiento de Isabel II y al inicio del Sexenio Democrático. Embajador en Francia en 1874, desde el inicio de la Restauración militó en los grupos que habrían de conformar el Partido Liberal encabezado por Práxedes Mateo Sagasta. Este le nombró en tres ocasiones ministro de Estado (máximo responsable de la diplomacia española): entre 1881 y 1883, desde 1888 hasta 1890 y, finalmente, entre 1892 y 1893. Además, fue presidente del Congreso en 1898, 1899, desde 1901 hasta 1903, así como en 1905. 
Ya durante el reinado de Alfonso XIII fue presidente del Consejo de Ministros entre el 4 de diciembre de 1906 y el 25 de enero de 1907, entre dos gabinetes liderados respectivamente por Segismundo Moret y Antonio Maura. Su breve jefatura gubernamental se limitó a aprobar los presupuestos generales para 1907. Había presidido asimismo las reales academias de la Historia, y de Ciencias Morales y Políticas, temas sobre los que publicaría diversas obras. Falleció en Madrid el 13 de junio de 1908.